# Кукстаун
Ку̀кстаун (на английски: Cookstown; на ирландски: Cúil Raithin) е град в централната част на Северна Ирландия. Разположен е край левия бряг на река Балиндери в графство Тайроун на около 55 km по въздуха западно от столицата Белфаст. Главен административен център на район Кукстаун. Населението му е 10 646 жители според данни от преброяването през 2001 г.

## Спорт
Представителният футболен отбор на града се казва ФК Килимун Рейнджърс. Дългогодишен участник е в Североирландската чампиъншип лига.